# Well,Well,Well
『Well,Well,Well』（ウェル・ウェル・ウェル）は、MULTI MAXの4枚目のオリジナル・アルバム。1994年11月16日に発売された。発売元は東芝EMI / EASTWORLD。2001年6月20日にはヤマハミュージックコミュニケーションズから再発売されている。

## 解説
スタジオ・アルバムとしては『RE-BIRTH』以来約1年5か月ぶりで、オリジナル・アルバムとして『Human』以来約2年半ぶりの作品。
CHAGE&ASKAのシングル「めぐり逢い」と同時発売。
同年11月22日からは日清パワーステーションを皮切りにコンサートツアー『MULTI MAX CONCERT TOUR 1994“Well,Well,Well”』を開催した。このライブの中から11月25日の川崎クラブチッタ公演の模様が、2019年3月に発売された同名の映像作品にて映像化されている。

## 収録曲
| 全編曲: 村上啓介。 |                          |                                   |                 |       |
| #                  | タイトル                 | 作詞                              | 作曲            | 時間  |
| 1.                 | 「MOFU IV」              | CHAGE、澤地隆、實川翔、吉田麻衣子 | 村上啓介        | 2:06  |
| 2.                 | 「愛がお前をすくい投げ」 | CHAGE                             | CHAGE、村上啓介 | 6:10  |
| 3.                 | 「MUSIC」                | 吉田麻衣子                        | 村上啓介        | 4:34  |
| 4.                 | 「ひらひら」             | 澤地隆                            | 浅井ひろみ      | 5:05  |
| 5.                 | 「月が言い訳をしてる」   | CHAGE                             | CHAGE、村上啓介 | 6:44  |
| 6.                 | 「いいんじゃあないのォ」 | 吉田麻衣子                        | 村上啓介        | 6:59  |
| 7.                 | 「螺旋の舞台」           | 實川翔                            | 村上啓介        | 5:11  |
| 8.                 | 「愛の空で」             | CHAGE、澤地隆                     | CHAGE、村上啓介 | 6:23  |
| 9.                 | 「MARRY ME」             | 實川翔                            | 村上啓介        | 4:53  |
| 10.                | 「Well,Well,Well」       | CHAGE                             | CHAGE           | 5:03  |
| 合計時間:          | 合計時間:                | 合計時間:                         | 合計時間:       | 53:08 |

## 楽曲解説
1. MOFU IV
歌詞はCHAGEによる語りとなっている。また、歌詞には本作の収録楽曲の歌詞がいくつかちりばめられている。
2. 愛がお前をすくい投げ
歌詞は当時深夜にて放送されていたラジオ番組「NORU SORU」と「ラジ王」のリスナーに向けた内容となっている。
3. MUSIC
村上がメインボーカル、CHAGEがサビのコーラスを担っている。
4. ひらひら
浅井のメインボーカルによる楽曲。
5. 月が言い訳をしてる
CHAGEと浅井のデュエットによる楽曲。
CHAGEのベストアルバム『CHAGE BEST SONGS/PROLOGUE』にも収録されている。
6. いいんじゃあないのォ
7. 螺旋の舞台
シングル「愛の空で」のカップリング曲。
8. 愛の空で
1994年10月5日発売の6枚目シングル。
9. MARRY ME
10. Well,Well,Well
歌詞はアメリカ旅行での実体験を基にした内容となっている。

## 参加ミュージシャン
| MOFU IV - Programer：村上啓介 - E.Guitar, Percussions, Other Instruments：村上啓介 愛がお前をすくい投げ - Drums：佐藤強一 - Bass：恵美直也 - Acoustic Piano, Organ：L-tone NAGATA - Synthesizer Sound Designer：中山信彦 - Programer：村上啓介 - E.Guitar：村上啓介 - Chorus：MUGIFUM BROS. MUSIC - Drums：湊雅史 - Synthesizer Sound Designer：中山信彦 - Programer：村上啓介 - E.Guitar, A.Guitar, Bass：村上啓介 ひらひら - Synthesizer Sound Designer：中山信彦 - Programer：村上啓介 - E.Guitar, A.Guitar, Bass：村上啓介 月が言い訳をしてる - Synthesizer Sound Designer：中山信彦 - Programer：村上啓介 - E.Guitar, A.Guitar：村上啓介 | いいんじゃあないのォ - Cymbal：湊雅史 - Synthesizer Sound Designer：中山信彦、鈴木雅也 - Programer：村上啓介 - E.Guitar, A.Guitar：村上啓介 螺旋の舞台 - Synthesizer Sound Designer：中山信彦 - Vaiolin：桑野聖 - Programer：村上啓介 - E.Guitar, A.Guitar, Bass：村上啓介 愛の空で - Cymbal：佐藤強一 - Bass：美久月千晴 - Synthesizer Sound Designer：松武秀樹、鈴木雅也 - Percussions：浜口茂外也 - Programer：村上啓介 - E.Guitar, A.Guitar：村上啓介 MARRY ME - Drums：佐藤強一 - Synthesizer Sound Designer：鈴木雅也 - Programer：村上啓介 - E.Guitar, A.Guitar, Bass：村上啓介 Well,Well,Well - Synthesizer Sound Designer：中山信彦、鈴木雅也 - Acoustic Piano：L-tone NAGATA - Programer：村上啓介 - E.Guitar, A.Guitar, Bass：村上啓介 |